# مارتین بولاک
مارتین بولاک (انگلیسی: Martin Bullock؛ زادهٔ ۵ مارس ۱۹۷۵) بازیکن فوتبال اهل بریتانیا است.
از باشگاه‌هایی که در آن بازی کرده‌است می‌توان به باشگاه فوتبال بارنزلی، باشگاه فوتبال ویتاکر یونایتد، باشگاه فوتبال مکلسفیلد تاون، باشگاه فوتبال بلکپول، باشگاه فوتبال پورت ویل، باشگاه فوتبال ایستوود، و باشگاه فوتبال وایکام واندررز اشاره کرد.
وی همچنین در تیم ملی فوتبال زیر ۲۱ سال انگلستان بازی کرده‌است.